# Milano-Sanremo 2024
Milano-Sanremo 2024 var den 115. udgave af det italienske monument Milano-Sanremo. Det 288 km lange linjeløb bkev kørt den 16. marts 2023 med start i Pavia og mål i Sanremo i den nordlige del af landet. Løbet var ottende arrangement på UCI World Tour 2024.
12 ryttere kom samlet til mål og skulle afgøre løbet i en spurt. Her var den belgiske sprinter Jasper Philipsen fra Alpecin-Deceuninck hurtigst, og vandt foran Michael Matthews (Team Jayco AlUla) og Tadej Pogačar (UAE Team Emirates). Danske Mads Pedersen kom på fjerdepladsen.

## Resultat
| \| Samlede stilling \| Samlede stilling \| Samlede stilling \| Samlede stilling \| Samlede stilling \| \| Rytter \| Rytter \| Hold \| Tid \| \| \| ---------------- \| -------------------- \| -------------------------- \| ---------------- \| ---------------- \| \| 1. \| Jasper Philipsen \| Alpecin-Deceuninck \| 6t 14' 44" \| \| \| 2. \| Michael Matthews \| Team Jayco AlUla \| + 0" \| \| \| 3. \| Tadej Pogačar \| UAE Team Emirates \| + 0" \| \| \| 4. \| Mads Pedersen \| Lidl-Trek \| + 0" \| \| \| 5. \| Alberto Bettiol \| EF Education-EasyPost \| + 0" \| \| \| 6. \| Matej Mohorič \| Bahrain Victorious \| + 0" \| \| \| 7. \| Maxim Van Gils \| Lotto Dstny \| + 0" \| \| \| 8. \| Jasper Stuyven \| Lidl-Trek \| + 0" \| \| \| 9. \| Julian Alaphilippe \| Soudal Quick-Step \| + 0" \| \| \| 10. \| Mathieu van der Poel \| Alpecin-Deceuninck \| + 0" \| \| \| 11. \| Tom Pidcock \| Ineos Grenadiers \| + 0" \| \| \| 12. \| Matteo Sobrero \| Bora-Hansgrohe \| + 0" \| \| \| 13. \| Casper Pedersen \| Soudal Quick-Step \| + 35" \| \| \| 14. \| Olav Kooij \| Team Visma \\| Lease a Bike \| + 35" \| \| \| 15. \| Laurence Pithie \| Groupama-FDJ \| + 35" \| \| \| 16. \| Kasper Asgreen \| Soudal Quick-Step \| + 35" \| \| \| 17. \| Corbin Strong \| Israel-Premier Tech \| + 35" \| \| \| 18. \| Simon Clarke \| Israel-Premier Tech \| + 35" \| \| \| 19. \| Quentin Pacher \| Groupama-FDJ \| + 35" \| \| \| 20. \| Benoît Cosnefroy \| Decathlon-AG2R La Mondiale \| + 35" \| \| |                      |                            |            |
| |                      |                            |            |
| Kilde: ProCyclingStats |                      |                            |            |
| Samlede stilling |                      |                            |            |
| Rytter | Rytter               | Hold                       | Tid        |
| 1. | Jasper Philipsen     | Alpecin-Deceuninck         | 6t 14' 44" |
| 2. | Michael Matthews     | Team Jayco AlUla           | + 0"       |
| 3. | Tadej Pogačar        | UAE Team Emirates          | + 0"       |
| 4. | Mads Pedersen        | Lidl-Trek                  | + 0"       |
| 5. | Alberto Bettiol      | EF Education-EasyPost      | + 0"       |
| 6. | Matej Mohorič        | Bahrain Victorious         | + 0"       |
| 7. | Maxim Van Gils       | Lotto Dstny                | + 0"       |
| 8. | Jasper Stuyven       | Lidl-Trek                  | + 0"       |
| 9. | Julian Alaphilippe   | Soudal Quick-Step          | + 0"       |
| 10. | Mathieu van der Poel | Alpecin-Deceuninck         | + 0"       |
| 11. | Tom Pidcock          | Ineos Grenadiers           | + 0"       |
| 12. | Matteo Sobrero       | Bora-Hansgrohe             | + 0"       |
| 13. | Casper Pedersen      | Soudal Quick-Step          | + 35"      |
| 14. | Olav Kooij           | Team Visma \| Lease a Bike | + 35"      |
| 15. | Laurence Pithie      | Groupama-FDJ               | + 35"      |
| 16. | Kasper Asgreen       | Soudal Quick-Step          | + 35"      |
| 17. | Corbin Strong        | Israel-Premier Tech        | + 35"      |
| 18. | Simon Clarke         | Israel-Premier Tech        | + 35"      |
| 19. | Quentin Pacher       | Groupama-FDJ               | + 35"      |
| 20. | Benoît Cosnefroy     | Decathlon-AG2R La Mondiale | + 35"      |

## Hold og ryttere
| UCI WorldTeams (18)- Alpecin-Deceuninck - Arkéa-B&B Hotels - Astana Qazaqstan Team - Bahrain Victorious - Bora-Hansgrohe - Cofidis - Decathlon-AG2R La Mondiale - EF Education-EasyPost - Groupama-FDJ - Ineos Grenadiers - Intermarché-Wanty - Lidl-Trek - Movistar Team - Soudal Quick-Step - Team dsm-firmenich PostNL - Team Jayco AlUla - Team Visma \| Lease a Bike - UAE Team Emirates UCI ProTeams (7)- Israel-Premier Tech - Lotto Dstny - Corratec-Vini Fantini - Polti Kometa - Tudor Pro Cycling Team - Uno-X Mobility - VF Group-Bardiani CSF-Faizané |
| |

### Danske ryttere
| Danske ryttere på startlisten |                      |                       |           |
| Rygnummer                     | Rytter               | Hold                  | Placering |
| 4                             | Søren Kragh Andersen | Alpecin-Deceuninck    | 31        |
| 76                            | Michael Valgren      | EF Education-EasyPost | 100       |
| 113                           | Jakob Fuglsang       | Israel-Premier Tech   | 142       |
| 121                           | Mads Pedersen        | Lidl-Trek             | 4         |
| 152                           | Kasper Asgreen       | Soudal Quick-Step     | 16        |
| 156                           | Casper Pedersen      | Soudal Quick-Step     | 13        |
| 203                           | Alexander Kamp       | Tudor Pro Cycling     | 161       |

* DNF = gennemførte ikke

### Startliste
| Alpecin-Deceuninck ADC | Alpecin-Deceuninck ADC                | Alpecin-Deceuninck ADC |
| ---------------------- | ------------------------------------- | ---------------------- |
| Nr.                    | Rytter                                | Placering              |
| 1                      | Mathieu van der Poel (NED) (landevej) | 10.                    |
| 2                      | Silvan Dillier (SUI)                  | 163.                   |
| 3                      | Søren Kragh Andersen (DEN)            | 31.                    |
| 4                      | Axel Laurance (FRA)                   | 75.                    |
| 5                      | Xandro Meurisse (BEL)                 | 105.                   |
| 6                      | Jasper Philipsen (BEL)                | 1.                     |
| 7                      | Gianni Vermeersch (BEL)               | 57.                    |

| Arkéa-B&B Hotels ARK | Arkéa-B&B Hotels ARK      | Arkéa-B&B Hotels ARK |
| -------------------- | ------------------------- | -------------------- |
| Nr.                  | Rytter                    | Placering            |
| 11                   | Arnaud Démare (FRA)       | 43.                  |
| 12                   | Vincenzo Albanese (ITA)   | 24.                  |
| 13                   | Clément Champoussin (FRA) | 129.                 |
| 14                   | Mathis Le Berre (FRA)     | 104.                 |
| 15                   | Thibault Guernalec (FRA)  | 128.                 |
| 16                   | Łukasz Owsian (POL)       | 153.                 |
| 17                   | Miles Scotson (AUS)       | 146.                 |

| Astana Qazaqstan Team AST | Astana Qazaqstan Team AST         | Astana Qazaqstan Team AST |
| ------------------------- | --------------------------------- | ------------------------- |
| Nr.                       | Rytter                            | Placering                 |
| 21                        | Simone Velasco (ITA) (landevej)   | 25.                       |
| 22                        | Samuele Battistella (ITA)         | 22.                       |
| 23                        | Cees Bol (NED)                    | 150.                      |
| 24                        | Jevgenij Fedorov (KAZ)            | 91.                       |
| 25                        | Michele Gazzoli (ITA)             | 83.                       |
| 26                        | Aleksej Lutsenko (KAZ) (landevej) | 114.                      |
| 27                        | Cristian Scaroni (ITA)            | 36.                       |

| Bora-Hansgrohe BOH | Bora-Hansgrohe BOH     | Bora-Hansgrohe BOH |
| ------------------ | ---------------------- | ------------------ |
| Nr.                | Rytter                 | Placering          |
| 31                 | Danny van Poppel (NED) | 101.               |
| 32                 | Giovanni Aleotti (ITA) | 38.                |
| 33                 | Nico Denz (GER)        | 45.                |
| 34                 | Patrick Gamper (AUT)   | 135.               |
| 35                 | Marco Haller (AUT)     | 37.                |
| 36                 | Ryan Mullen (IRL)      | 156.               |
| 37                 | Matteo Sobrero (ITA)   | 12.                |

| Cofidis COF | Cofidis COF                | Cofidis COF |
| ----------- | -------------------------- | ----------- |
| Nr.         | Rytter                     | Placering   |
| 41          | Benjamin Thomas (FRA)      | DNF         |
| 42          | Thomas Champion (FRA)      | 164.        |
| 43          | Nicolas Debeaumarché (FRA) | 159.        |
| 44          | Simon Geschke (GER)        | 62.         |
| 45          | Stefano Oldani (ITA)       | 98.         |
| 46          | Harrison Wood (GBR)        | 127.        |
| 47          | Axel Zingle (FRA)          | 41.         |

| Team Corratec-Vini Fantini COR | Team Corratec-Vini Fantini COR | Team Corratec-Vini Fantini COR |
| ------------------------------ | ------------------------------ | ------------------------------ |
| Nr.                            | Rytter                         | Placering                      |
| 51                             | Niccolò Bonifazio (ITA)        | 68.                            |
| 52                             | Davide Baldaccini (ITA)        | 154.                           |
| 53                             | Valerio Conti (ITA)            | 123.                           |
| 54                             | Lorenzo Quartucci (ITA)        | 95.                            |
| 55                             | Kristian Sbaragli (ITA)        | 84.                            |
| 56                             | Kyrylo Tsarenko (UKR)          | 78.                            |
| 57                             | Marco Murgano (ITA)            | 155.                           |

| Decathlon-AG2R La Mondiale DAT | Decathlon-AG2R La Mondiale DAT | Decathlon-AG2R La Mondiale DAT |
| ------------------------------ | ------------------------------ | ------------------------------ |
| Nr.                            | Rytter                         | Placering                      |
| 61                             | Benoît Cosnefroy (FRA)         | 20.                            |
| 62                             | Edvald Boasson Hagen (NOR)     | 97.                            |
| 63                             | Oliver Naesen (BEL)            | 106.                           |
| 64                             | Dries De Bondt (BEL)           | 110.                           |
| 65                             | Sander De Pestel (BEL)         | 130.                           |
| 66                             | Andrea Vendrame (ITA)          | 74.                            |
| 67                             | Larry Warbasse (USA)           | 109.                           |

| EF Education-EasyPost EFE | EF Education-EasyPost EFE | EF Education-EasyPost EFE |
| ------------------------- | ------------------------- | ------------------------- |
| Nr.                       | Rytter                    | Placering                 |
| 71                        | Alberto Bettiol (ITA)     | 5.                        |
| 72                        | Andrey Amador (CRC)       | 148.                      |
| 73                        | Jonas Rutsch (GER)        | 92.                       |
| 74                        | Harry Sweeny (AUS)        | 79.                       |
| 75                        | Yuhi Todome (JPN)         | 94.                       |
| 76                        | Michael Valgren (DEN)     | 100.                      |
| 77                        | Marijn van den Berg (NED) | 59.                       |

| Groupama-FDJ GFC | Groupama-FDJ GFC        | Groupama-FDJ GFC |
| ---------------- | ----------------------- | ---------------- |
| Nr.              | Rytter                  | Placering        |
| 81               | Stefan Küng (SUI)       | 23.              |
| 82               | Sven Erik Bystrøm (NOR) | 52.              |
| 83               | Lorenzo Germani (ITA)   | 152.             |
| 84               | Quentin Pacher (FRA)    | 19.              |
| 85               | Laurence Pithie (NZL)   | 15.              |
| 86               | Clément Russo (FRA)     | 124.             |
| 87               | Samuel Watson (GBR)     | 80.              |

| Ineos Grenadiers IGD | Ineos Grenadiers IGD     | Ineos Grenadiers IGD |
| -------------------- | ------------------------ | -------------------- |
| Nr.                  | Rytter                   | Placering            |
| 91                   | Filippo Ganna (ITA)      | 40.                  |
| 92                   | Michał Kwiatkowski (POL) | 54.                  |
| 93                   | Jhonatan Narváez (ECU)   | 35.                  |
| 94                   | Tom Pidcock (GBR)        | 11.                  |
| 95                   | Luke Rowe (GBR)          | 131.                 |
| 96                   | Ben Swift (GBR)          | 113.                 |
| 97                   | Salvatore Puccio (ITA)   | DNF                  |

| Intermarché-Wanty IWA | Intermarché-Wanty IWA  | Intermarché-Wanty IWA |
| --------------------- | ---------------------- | --------------------- |
| Nr.                   | Rytter                 | Placering             |
| 101                   | Biniam Girmay (ERI)    | 27.                   |
| 102                   | Lilian Calmejane (FRA) | 53.                   |
| 103                   | Tom Paquot (BEL)       | 162.                  |
| 104                   | Dion Smith (NZL)       | 58.                   |
| 105                   | Mike Teunissen (NED)   | 61.                   |
| 106                   | Gijs Van Hoecke (BEL)  | 144.                  |
| 107                   | Georg Zimmermann (GER) | 39.                   |

| Israel-Premier Tech IPT | Israel-Premier Tech IPT | Israel-Premier Tech IPT |
| ----------------------- | ----------------------- | ----------------------- |
| Nr.                     | Rytter                  | Placering               |
| 111                     | Simon Clarke (AUS)      | 18.                     |
| 112                     | Guillaume Boivin (CAN)  | 103.                    |
| 113                     | Jakob Fuglsang (DEN)    | 142.                    |
| 114                     | Hugo Houle (CAN)        | 77.                     |
| 115                     | Ethan Vernon (GBR)      | 90.                     |
| 116                     | Riley Sheehan (USA)     | 107.                    |
| 117                     | Corbin Strong (NZL)     | 17.                     |

| Lidl-Trek LTK | Lidl-Trek LTK                 | Lidl-Trek LTK |
| ------------- | ----------------------------- | ------------- |
| Nr.           | Rytter                        | Placering     |
| 121           | Mads Pedersen (DEN)           | 4.            |
| 122           | Jacopo Mosca (ITA)            | 132.          |
| 123           | Ryan Gibbons (RSA) (landevej) | 136.          |
| 124           | Alex Kirsch (LUX) (landevej)  | 102.          |
| 125           | Jonathan Milan (ITA)          | 69.           |
| 126           | Toms Skujiņš (LAT)            | 32.           |
| 127           | Jasper Stuyven (BEL)          | 8.            |

| Lotto Dstny LTD | Lotto Dstny LTD          | Lotto Dstny LTD |
| --------------- | ------------------------ | --------------- |
| Nr.             | Rytter                   | Placering       |
| 131             | Maxim Van Gils (BEL)     | 7.              |
| 132             | Cedric Beullens (BEL)    | 93.             |
| 133             | Victor Campenaerts (BEL) | 29.             |
| 134             | Jasper De Buyst (BEL)    | DNF             |
| 135             | Jarrad Drizners (AUS)    | DNF             |
| 136             | Pascal Eenkhoorn (NED)   | 70.             |
| 137             | Jacopo Guarnieri (ITA)   | 147.            |

| Movistar Team MOV | Movistar Team MOV     | Movistar Team MOV |
| ----------------- | --------------------- | ----------------- |
| Nr.               | Rytter                | Placering         |
| 141               | Davide Cimolai (ITA)  | 149.              |
| 142               | Jon Barrenetxea (ESP) | 42.               |
| 143               | Carlos Canal (ESP)    | 49.               |
| 144               | Lorenzo Milesi (ITA)  | 87.               |
| 145               | Manlio Moro (ITA)     | 126.              |
| 146               | Sergio Samitier (ESP) | 160.              |
| 147               | Gonzalo Serrano (ESP) | 26.               |

| Soudal Quick-Step SOQ | Soudal Quick-Step SOQ    | Soudal Quick-Step SOQ |
| --------------------- | ------------------------ | --------------------- |
| Nr.                   | Rytter                   | Placering             |
| 151                   | Julian Alaphilippe (FRA) | 9.                    |
| 152                   | Kasper Asgreen (DEN)     | 16.                   |
| 153                   | Mattia Cattaneo (ITA)    | 76.                   |
| 154                   | Josef Černý (CZE)        | 143.                  |
| 155                   | Luke Lamperti (USA)      | 108.                  |
| 156                   | Gianni Moscon (ITA)      | 55.                   |
| 157                   | Casper Pedersen (DEN)    | 13.                   |

| Team dsm-firmenich PostNL DFP | Team dsm-firmenich PostNL DFP | Team dsm-firmenich PostNL DFP |
| ----------------------------- | ----------------------------- | ----------------------------- |
| Nr.                           | Rytter                        | Placering                     |
| 161                           | Kevin Vermaerke (USA)         | 48.                           |
| 162                           | Patrick Bevin (NZL)           | DNF                           |
| 163                           | Pavel Bittner (CZE)           | 82.                           |
| 164                           | Romain Combaud (FRA)          | 72.                           |
| 165                           | Alexander Edmondson (AUS)     | DNF                           |
| 166                           | Chris Hamilton (AUS)          | 64.                           |
| 167                           | Martijn Tusveld (NED)         | 151.                          |

| Team Jayco AlUla JAY | Team Jayco AlUla JAY        | Team Jayco AlUla JAY |
| -------------------- | --------------------------- | -------------------- |
| Nr.                  | Rytter                      | Placering            |
| 171                  | Michael Matthews (AUS)      | 2.                   |
| 172                  | Lucas Hamilton (AUS)        | 118.                 |
| 173                  | Alessandro De Marchi (ITA)  | 117.                 |
| 174                  | Luke Durbridge (AUS)        | 157.                 |
| 175                  | Michael Hepburn (AUS)       | DNF                  |
| 176                  | Davide De Pretto (ITA)      | 28.                  |
| 177                  | Luke Plapp (AUS) (landevej) | 65.                  |

| Team Polti Kometa PTK | Team Polti Kometa PTK    | Team Polti Kometa PTK |
| --------------------- | ------------------------ | --------------------- |
| Nr.                   | Rytter                   | Placering             |
| 181                   | Giovanni Lonardi (ITA)   | 86.                   |
| 182                   | Davide Bais (ITA)        | 81.                   |
| 183                   | Mattia Bais (ITA)        | 122.                  |
| 184                   | Germán Darío Gómez (COL) | 139.                  |
| 185                   | Mirco Maestri (ITA)      | 44.                   |
| 186                   | Andrea Pietrobon (ITA)   | DNF                   |
| 187                   | Diego Sevilla (ESP)      | 51.                   |

| Team Visma \| Lease a Bike TVL | Team Visma \| Lease a Bike TVL      | Team Visma \| Lease a Bike TVL |
| ------------------------------ | ----------------------------------- | ------------------------------ |
| Nr.                            | Rytter                              | Placering                      |
| 191                            | Christophe Laporte (FRA) (landevej) | DNF                            |
| 192                            | Olav Kooij (NED)                    | 14.                            |
| 193                            | Johannes Staune-Mittet (NOR)        | 60.                            |
| 194                            | Tosh Van der Sande (BEL)            | 141.                           |
| 195                            | Mick van Dijke (NED)                | 119.                           |
| 196                            | Tim van Dijke (NED)                 | 158.                           |
| 197                            | Julien Vermote (BEL)                | 137.                           |

| Tudor Pro Cycling Team TUD | Tudor Pro Cycling Team TUD | Tudor Pro Cycling Team TUD |
| -------------------------- | -------------------------- | -------------------------- |
| Nr.                        | Rytter                     | Placering                  |
| 201                        | Matteo Trentin (ITA)       | 21.                        |
| 202                        | Alexander Kamp (DEN)       | 161.                       |
| 203                        | Petr Kelemen (CZE)         | 140.                       |
| 204                        | Arthur Kluckers (LUX)      | DNF                        |
| 205                        | Alexander Krieger (GER)    | 138.                       |
| 206                        | Marius Mayrhofer (GER)     | 111.                       |
| 207                        | Rick Pluimers (NED)        | DNF                        |

| UAE Team Emirates UAD | UAE Team Emirates UAD          | UAE Team Emirates UAD |
| --------------------- | ------------------------------ | --------------------- |
| Nr.                   | Rytter                         | Placering             |
| 211                   | Tadej Pogačar (SLO) (landevej) | 3.                    |
| 212                   | Alessandro Covi (ITA)          | 115.                  |
| 213                   | Isaac Del Toro (MEX)           | 73.                   |
| 214                   | Marc Hirschi (SUI) (landevej)  | 112.                  |
| 215                   | Domen Novak (SLO)              | 125.                  |
| 216                   | Diego Ulissi (ITA)             | 71.                   |
| 217                   | Tim Wellens (BEL)              | 56.                   |

| Uno-X Mobility UXM | Uno-X Mobility UXM                | Uno-X Mobility UXM |
| ------------------ | --------------------------------- | ------------------ |
| Nr.                | Rytter                            | Placering          |
| 221                | Alexander Kristoff (NOR)          | 85.                |
| 222                | Jonas Abrahamsen (NOR)            | 34.                |
| 223                | Fredrik Dversnes (NOR) (landevej) | 47.                |
| 224                | Stian Fredheim (NOR)              | 89.                |
| 225                | Odd Christian Eiking (NOR)        | 33.                |
| 226                | Jonas Iversby Hvideberg (NOR)     | 134.               |
| 227                | Søren Wærenskjold (NOR)           | 133.               |

| VF Group-Bardiani CSF-Faizanè VBF | VF Group-Bardiani CSF-Faizanè VBF | VF Group-Bardiani CSF-Faizanè VBF |
| --------------------------------- | --------------------------------- | --------------------------------- |
| Nr.                               | Rytter                            | Placering                         |
| 231                               | Davide Gabburo (ITA)              | 96.                               |
| 232                               | Filippo Magli (ITA)               | 50.                               |
| 233                               | Martin Marcellusi (ITA)           | 116.                              |
| 234                               | Alessio Martinelli (ITA)          | 67.                               |
| 235                               | Alessandro Tonelli (ITA)          | 66.                               |
| 236                               | Enrico Zanoncello (ITA)           | 88.                               |
| 237                               | Samuele Zoccarato (ITA)           | 63.                               |

| Bahrain Victorious TBV | Bahrain Victorious TBV       | Bahrain Victorious TBV |
| ---------------------- | ---------------------------- | ---------------------- |
| Nr.                    | Rytter                       | Placering              |
| 241                    | Matej Mohorič (SLO)          | 6.                     |
| 242                    | Nikias Arndt (GER)           | 46.                    |
| 243                    | Nicolò Buratti (ITA)         | 120.                   |
| 244                    | Matevž Govekar (SLO)         | 145.                   |
| 245                    | Fran Miholjević (CRO)        | 121.                   |
| 246                    | Andrea Pasqualon (ITA)       | 99.                    |
| 247                    | Fred Wright (GBR) (landevej) | 30.                    |

| Alpecin-Deceuninck ADC | Alpecin-Deceuninck ADC                | Alpecin-Deceuninck ADC |
| ---------------------- | ------------------------------------- | ---------------------- |
| Nr.                    | Rytter                                | Placering              |
| 1                      | Mathieu van der Poel (NED) (landevej) | 10.                    |
| 2                      | Silvan Dillier (SUI)                  | 163.                   |
| 3                      | Søren Kragh Andersen (DEN)            | 31.                    |
| 4                      | Axel Laurance (FRA)                   | 75.                    |
| 5                      | Xandro Meurisse (BEL)                 | 105.                   |
| 6                      | Jasper Philipsen (BEL)                | 1.                     |
| 7                      | Gianni Vermeersch (BEL)               | 57.                    |

| Arkéa-B&B Hotels ARK | Arkéa-B&B Hotels ARK      | Arkéa-B&B Hotels ARK |
| -------------------- | ------------------------- | -------------------- |
| Nr.                  | Rytter                    | Placering            |
| 11                   | Arnaud Démare (FRA)       | 43.                  |
| 12                   | Vincenzo Albanese (ITA)   | 24.                  |
| 13                   | Clément Champoussin (FRA) | 129.                 |
| 14                   | Mathis Le Berre (FRA)     | 104.                 |
| 15                   | Thibault Guernalec (FRA)  | 128.                 |
| 16                   | Łukasz Owsian (POL)       | 153.                 |
| 17                   | Miles Scotson (AUS)       | 146.                 |

| Astana Qazaqstan Team AST | Astana Qazaqstan Team AST         | Astana Qazaqstan Team AST |
| ------------------------- | --------------------------------- | ------------------------- |
| Nr.                       | Rytter                            | Placering                 |
| 21                        | Simone Velasco (ITA) (landevej)   | 25.                       |
| 22                        | Samuele Battistella (ITA)         | 22.                       |
| 23                        | Cees Bol (NED)                    | 150.                      |
| 24                        | Jevgenij Fedorov (KAZ)            | 91.                       |
| 25                        | Michele Gazzoli (ITA)             | 83.                       |
| 26                        | Aleksej Lutsenko (KAZ) (landevej) | 114.                      |
| 27                        | Cristian Scaroni (ITA)            | 36.                       |

| Bora-Hansgrohe BOH | Bora-Hansgrohe BOH     | Bora-Hansgrohe BOH |
| ------------------ | ---------------------- | ------------------ |
| Nr.                | Rytter                 | Placering          |
| 31                 | Danny van Poppel (NED) | 101.               |
| 32                 | Giovanni Aleotti (ITA) | 38.                |
| 33                 | Nico Denz (GER)        | 45.                |
| 34                 | Patrick Gamper (AUT)   | 135.               |
| 35                 | Marco Haller (AUT)     | 37.                |
| 36                 | Ryan Mullen (IRL)      | 156.               |
| 37                 | Matteo Sobrero (ITA)   | 12.                |

| Cofidis COF | Cofidis COF                | Cofidis COF |
| ----------- | -------------------------- | ----------- |
| Nr.         | Rytter                     | Placering   |
| 41          | Benjamin Thomas (FRA)      | DNF         |
| 42          | Thomas Champion (FRA)      | 164.        |
| 43          | Nicolas Debeaumarché (FRA) | 159.        |
| 44          | Simon Geschke (GER)        | 62.         |
| 45          | Stefano Oldani (ITA)       | 98.         |
| 46          | Harrison Wood (GBR)        | 127.        |
| 47          | Axel Zingle (FRA)          | 41.         |

| Team Corratec-Vini Fantini COR | Team Corratec-Vini Fantini COR | Team Corratec-Vini Fantini COR |
| ------------------------------ | ------------------------------ | ------------------------------ |
| Nr.                            | Rytter                         | Placering                      |
| 51                             | Niccolò Bonifazio (ITA)        | 68.                            |
| 52                             | Davide Baldaccini (ITA)        | 154.                           |
| 53                             | Valerio Conti (ITA)            | 123.                           |
| 54                             | Lorenzo Quartucci (ITA)        | 95.                            |
| 55                             | Kristian Sbaragli (ITA)        | 84.                            |
| 56                             | Kyrylo Tsarenko (UKR)          | 78.                            |
| 57                             | Marco Murgano (ITA)            | 155.                           |

| Decathlon-AG2R La Mondiale DAT | Decathlon-AG2R La Mondiale DAT | Decathlon-AG2R La Mondiale DAT |
| ------------------------------ | ------------------------------ | ------------------------------ |
| Nr.                            | Rytter                         | Placering                      |
| 61                             | Benoît Cosnefroy (FRA)         | 20.                            |
| 62                             | Edvald Boasson Hagen (NOR)     | 97.                            |
| 63                             | Oliver Naesen (BEL)            | 106.                           |
| 64                             | Dries De Bondt (BEL)           | 110.                           |
| 65                             | Sander De Pestel (BEL)         | 130.                           |
| 66                             | Andrea Vendrame (ITA)          | 74.                            |
| 67                             | Larry Warbasse (USA)           | 109.                           |

| EF Education-EasyPost EFE | EF Education-EasyPost EFE | EF Education-EasyPost EFE |
| ------------------------- | ------------------------- | ------------------------- |
| Nr.                       | Rytter                    | Placering                 |
| 71                        | Alberto Bettiol (ITA)     | 5.                        |
| 72                        | Andrey Amador (CRC)       | 148.                      |
| 73                        | Jonas Rutsch (GER)        | 92.                       |
| 74                        | Harry Sweeny (AUS)        | 79.                       |
| 75                        | Yuhi Todome (JPN)         | 94.                       |
| 76                        | Michael Valgren (DEN)     | 100.                      |
| 77                        | Marijn van den Berg (NED) | 59.                       |

| Groupama-FDJ GFC | Groupama-FDJ GFC        | Groupama-FDJ GFC |
| ---------------- | ----------------------- | ---------------- |
| Nr.              | Rytter                  | Placering        |
| 81               | Stefan Küng (SUI)       | 23.              |
| 82               | Sven Erik Bystrøm (NOR) | 52.              |
| 83               | Lorenzo Germani (ITA)   | 152.             |
| 84               | Quentin Pacher (FRA)    | 19.              |
| 85               | Laurence Pithie (NZL)   | 15.              |
| 86               | Clément Russo (FRA)     | 124.             |
| 87               | Samuel Watson (GBR)     | 80.              |

| Ineos Grenadiers IGD | Ineos Grenadiers IGD     | Ineos Grenadiers IGD |
| -------------------- | ------------------------ | -------------------- |
| Nr.                  | Rytter                   | Placering            |
| 91                   | Filippo Ganna (ITA)      | 40.                  |
| 92                   | Michał Kwiatkowski (POL) | 54.                  |
| 93                   | Jhonatan Narváez (ECU)   | 35.                  |
| 94                   | Tom Pidcock (GBR)        | 11.                  |
| 95                   | Luke Rowe (GBR)          | 131.                 |
| 96                   | Ben Swift (GBR)          | 113.                 |
| 97                   | Salvatore Puccio (ITA)   | DNF                  |

| Intermarché-Wanty IWA | Intermarché-Wanty IWA  | Intermarché-Wanty IWA |
| --------------------- | ---------------------- | --------------------- |
| Nr.                   | Rytter                 | Placering             |
| 101                   | Biniam Girmay (ERI)    | 27.                   |
| 102                   | Lilian Calmejane (FRA) | 53.                   |
| 103                   | Tom Paquot (BEL)       | 162.                  |
| 104                   | Dion Smith (NZL)       | 58.                   |
| 105                   | Mike Teunissen (NED)   | 61.                   |
| 106                   | Gijs Van Hoecke (BEL)  | 144.                  |
| 107                   | Georg Zimmermann (GER) | 39.                   |

| Israel-Premier Tech IPT | Israel-Premier Tech IPT | Israel-Premier Tech IPT |
| ----------------------- | ----------------------- | ----------------------- |
| Nr.                     | Rytter                  | Placering               |
| 111                     | Simon Clarke (AUS)      | 18.                     |
| 112                     | Guillaume Boivin (CAN)  | 103.                    |
| 113                     | Jakob Fuglsang (DEN)    | 142.                    |
| 114                     | Hugo Houle (CAN)        | 77.                     |
| 115                     | Ethan Vernon (GBR)      | 90.                     |
| 116                     | Riley Sheehan (USA)     | 107.                    |
| 117                     | Corbin Strong (NZL)     | 17.                     |

| Lidl-Trek LTK | Lidl-Trek LTK                 | Lidl-Trek LTK |
| ------------- | ----------------------------- | ------------- |
| Nr.           | Rytter                        | Placering     |
| 121           | Mads Pedersen (DEN)           | 4.            |
| 122           | Jacopo Mosca (ITA)            | 132.          |
| 123           | Ryan Gibbons (RSA) (landevej) | 136.          |
| 124           | Alex Kirsch (LUX) (landevej)  | 102.          |
| 125           | Jonathan Milan (ITA)          | 69.           |
| 126           | Toms Skujiņš (LAT)            | 32.           |
| 127           | Jasper Stuyven (BEL)          | 8.            |

| Lotto Dstny LTD | Lotto Dstny LTD          | Lotto Dstny LTD |
| --------------- | ------------------------ | --------------- |
| Nr.             | Rytter                   | Placering       |
| 131             | Maxim Van Gils (BEL)     | 7.              |
| 132             | Cedric Beullens (BEL)    | 93.             |
| 133             | Victor Campenaerts (BEL) | 29.             |
| 134             | Jasper De Buyst (BEL)    | DNF             |
| 135             | Jarrad Drizners (AUS)    | DNF             |
| 136             | Pascal Eenkhoorn (NED)   | 70.             |
| 137             | Jacopo Guarnieri (ITA)   | 147.            |

| Movistar Team MOV | Movistar Team MOV     | Movistar Team MOV |
| ----------------- | --------------------- | ----------------- |
| Nr.               | Rytter                | Placering         |
| 141               | Davide Cimolai (ITA)  | 149.              |
| 142               | Jon Barrenetxea (ESP) | 42.               |
| 143               | Carlos Canal (ESP)    | 49.               |
| 144               | Lorenzo Milesi (ITA)  | 87.               |
| 145               | Manlio Moro (ITA)     | 126.              |
| 146               | Sergio Samitier (ESP) | 160.              |
| 147               | Gonzalo Serrano (ESP) | 26.               |

| Soudal Quick-Step SOQ | Soudal Quick-Step SOQ    | Soudal Quick-Step SOQ |
| --------------------- | ------------------------ | --------------------- |
| Nr.                   | Rytter                   | Placering             |
| 151                   | Julian Alaphilippe (FRA) | 9.                    |
| 152                   | Kasper Asgreen (DEN)     | 16.                   |
| 153                   | Mattia Cattaneo (ITA)    | 76.                   |
| 154                   | Josef Černý (CZE)        | 143.                  |
| 155                   | Luke Lamperti (USA)      | 108.                  |
| 156                   | Gianni Moscon (ITA)      | 55.                   |
| 157                   | Casper Pedersen (DEN)    | 13.                   |

| Team dsm-firmenich PostNL DFP | Team dsm-firmenich PostNL DFP | Team dsm-firmenich PostNL DFP |
| ----------------------------- | ----------------------------- | ----------------------------- |
| Nr.                           | Rytter                        | Placering                     |
| 161                           | Kevin Vermaerke (USA)         | 48.                           |
| 162                           | Patrick Bevin (NZL)           | DNF                           |
| 163                           | Pavel Bittner (CZE)           | 82.                           |
| 164                           | Romain Combaud (FRA)          | 72.                           |
| 165                           | Alexander Edmondson (AUS)     | DNF                           |
| 166                           | Chris Hamilton (AUS)          | 64.                           |
| 167                           | Martijn Tusveld (NED)         | 151.                          |

| Team Jayco AlUla JAY | Team Jayco AlUla JAY        | Team Jayco AlUla JAY |
| -------------------- | --------------------------- | -------------------- |
| Nr.                  | Rytter                      | Placering            |
| 171                  | Michael Matthews (AUS)      | 2.                   |
| 172                  | Lucas Hamilton (AUS)        | 118.                 |
| 173                  | Alessandro De Marchi (ITA)  | 117.                 |
| 174                  | Luke Durbridge (AUS)        | 157.                 |
| 175                  | Michael Hepburn (AUS)       | DNF                  |
| 176                  | Davide De Pretto (ITA)      | 28.                  |
| 177                  | Luke Plapp (AUS) (landevej) | 65.                  |

| Team Polti Kometa PTK | Team Polti Kometa PTK    | Team Polti Kometa PTK |
| --------------------- | ------------------------ | --------------------- |
| Nr.                   | Rytter                   | Placering             |
| 181                   | Giovanni Lonardi (ITA)   | 86.                   |
| 182                   | Davide Bais (ITA)        | 81.                   |
| 183                   | Mattia Bais (ITA)        | 122.                  |
| 184                   | Germán Darío Gómez (COL) | 139.                  |
| 185                   | Mirco Maestri (ITA)      | 44.                   |
| 186                   | Andrea Pietrobon (ITA)   | DNF                   |
| 187                   | Diego Sevilla (ESP)      | 51.                   |

| Team Visma \| Lease a Bike TVL | Team Visma \| Lease a Bike TVL      | Team Visma \| Lease a Bike TVL |
| ------------------------------ | ----------------------------------- | ------------------------------ |
| Nr.                            | Rytter                              | Placering                      |
| 191                            | Christophe Laporte (FRA) (landevej) | DNF                            |
| 192                            | Olav Kooij (NED)                    | 14.                            |
| 193                            | Johannes Staune-Mittet (NOR)        | 60.                            |
| 194                            | Tosh Van der Sande (BEL)            | 141.                           |
| 195                            | Mick van Dijke (NED)                | 119.                           |
| 196                            | Tim van Dijke (NED)                 | 158.                           |
| 197                            | Julien Vermote (BEL)                | 137.                           |

| Tudor Pro Cycling Team TUD | Tudor Pro Cycling Team TUD | Tudor Pro Cycling Team TUD |
| -------------------------- | -------------------------- | -------------------------- |
| Nr.                        | Rytter                     | Placering                  |
| 201                        | Matteo Trentin (ITA)       | 21.                        |
| 202                        | Alexander Kamp (DEN)       | 161.                       |
| 203                        | Petr Kelemen (CZE)         | 140.                       |
| 204                        | Arthur Kluckers (LUX)      | DNF                        |
| 205                        | Alexander Krieger (GER)    | 138.                       |
| 206                        | Marius Mayrhofer (GER)     | 111.                       |
| 207                        | Rick Pluimers (NED)        | DNF                        |

| UAE Team Emirates UAD | UAE Team Emirates UAD          | UAE Team Emirates UAD |
| --------------------- | ------------------------------ | --------------------- |
| Nr.                   | Rytter                         | Placering             |
| 211                   | Tadej Pogačar (SLO) (landevej) | 3.                    |
| 212                   | Alessandro Covi (ITA)          | 115.                  |
| 213                   | Isaac Del Toro (MEX)           | 73.                   |
| 214                   | Marc Hirschi (SUI) (landevej)  | 112.                  |
| 215                   | Domen Novak (SLO)              | 125.                  |
| 216                   | Diego Ulissi (ITA)             | 71.                   |
| 217                   | Tim Wellens (BEL)              | 56.                   |

| Uno-X Mobility UXM | Uno-X Mobility UXM                | Uno-X Mobility UXM |
| ------------------ | --------------------------------- | ------------------ |
| Nr.                | Rytter                            | Placering          |
| 221                | Alexander Kristoff (NOR)          | 85.                |
| 222                | Jonas Abrahamsen (NOR)            | 34.                |
| 223                | Fredrik Dversnes (NOR) (landevej) | 47.                |
| 224                | Stian Fredheim (NOR)              | 89.                |
| 225                | Odd Christian Eiking (NOR)        | 33.                |
| 226                | Jonas Iversby Hvideberg (NOR)     | 134.               |
| 227                | Søren Wærenskjold (NOR)           | 133.               |

| VF Group-Bardiani CSF-Faizanè VBF | VF Group-Bardiani CSF-Faizanè VBF | VF Group-Bardiani CSF-Faizanè VBF |
| --------------------------------- | --------------------------------- | --------------------------------- |
| Nr.                               | Rytter                            | Placering                         |
| 231                               | Davide Gabburo (ITA)              | 96.                               |
| 232                               | Filippo Magli (ITA)               | 50.                               |
| 233                               | Martin Marcellusi (ITA)           | 116.                              |
| 234                               | Alessio Martinelli (ITA)          | 67.                               |
| 235                               | Alessandro Tonelli (ITA)          | 66.                               |
| 236                               | Enrico Zanoncello (ITA)           | 88.                               |
| 237                               | Samuele Zoccarato (ITA)           | 63.                               |

| Bahrain Victorious TBV | Bahrain Victorious TBV       | Bahrain Victorious TBV |
| ---------------------- | ---------------------------- | ---------------------- |
| Nr.                    | Rytter                       | Placering              |
| 241                    | Matej Mohorič (SLO)          | 6.                     |
| 242                    | Nikias Arndt (GER)           | 46.                    |
| 243                    | Nicolò Buratti (ITA)         | 120.                   |
| 244                    | Matevž Govekar (SLO)         | 145.                   |
| 245                    | Fran Miholjević (CRO)        | 121.                   |
| 246                    | Andrea Pasqualon (ITA)       | 99.                    |
| 247                    | Fred Wright (GBR) (landevej) | 30.                    |